# لی‌لی تایلر
لی‌لی تایلر (به انگلیسی: Lily Tyler) نام یکی از شخصیت‌های سریال ۴۴۰۰ که بازیگر آن لورا آلن بوده‌است.

## پیشینه شخصیت
او همسر داشته و صاحب یک فرزند شش‌ماهه هم بوده که ربوده می‌شود و بعد از نزدیک به ۹ سال بازمی‌گردد.

## فصل اول
بعد از امتناع شوهر سابقش از حضور او با ریچارد تایلر همراه می‌شود. ابتدا به خانه جردن کلیر پناه می‌برد اما پس از خیانت او، با ریچارد از آنجا می‌گریزد.

## فصل دوم
او با ریچارد و الیزابت به فرار ادامه می‌دهد تا اینکه جردن آنها را می‌یابد و آنها دوباره پیش او برمی گردند.

## فصل سوم
همزمان با رشد ناگهانی الیزابت، او نیز پیر می‌شود و سرانجام از دنیا می‌رود.

## توانایی
توانایی او این بود که عمرش را به فرزندش بخشید.